# Longcang (sockenhuvudort i Kina, Qinghai Sheng, lat 35,28, long 100,07)
Longcang (kinesiska: 龙藏) är en sockenhuvudort i Kina. Den ligger i provinsen Qinghai, i den nordvästra delen av landet, omkring 210 kilometer sydväst om provinshuvudstaden Xining. Antalet invånare är 5 916. Befolkningen består av 2 906 kvinnor och 3 010 män. Barn under 15 år utgör 31 %, vuxna 15-64 år 63 %, och äldre över 65 år 4,0 %.
Runt Longcang är det mycket glesbefolkat, med 5 invånare per kvadratkilometer. Närmaste större samhälle är Zhongtie, 6,8 km sydost om Longcang. Trakten runt Longcang består i huvudsak av gräsmarker.
Genomsnittlig årsnederbörd är 611 millimeter. Den regnigaste månaden är juli, med i genomsnitt 151 mm nederbörd, och den torraste är december, med 2 mm nederbörd.